# イデオロギーとユートピア
『イデオロギーとユートピア』(Ideologie und Utopie)とは1929年に哲学者カール・マンハイムによって発表された著作である。
ハンガリーで生まれ、ドイツで哲学を学び、後にイギリスに渡ったマンハイムは、イデオロギーの性質を踏まえて人間の知識の構成を社会構造から理解することを試みた。本書は彼の主著であり、ドイツで行った知識社会学的な研究成果に基づいて発表されたものである。マンハイムは人間の思想を個人的なものではなく歴史的、社会的状況との関係性の中で把握する研究を知識社会学と考えていた。この研究はイデオロギー概念と知識の存在拘束性が考察されており、一見すると客観的で中立的な言明であっても社会的に規定されていることを指摘する。
マンハイムは知識社会学の研究法とは思考そのものではなく個々人の思考をもたらす具体的な社会の仕組みを捉えるものと考える。これは知識であっても存在によって拘束されるという性質の指摘であり、存在拘束性と呼ばれている。そしてまずイデオロギーの概念をユートピアの概念と一般的に区別して、前者を社会における支配集団の現状維持を認める虚偽意識、後者を被支配集団の現状超越的な虚偽意識であると考える。さらにイデオロギーは、個別の利害で規定された虚偽性である部分的イデオロギーと、社会構造に規定された全体的な虚偽性である全体的イデオロギーに分類可能である。加えて全体的イデオロギーは、自分を除く全ての立場をイデオロギー的として批判する特殊的イデオロギーと、自らの認識も含めて全てがイデオロギーと見なす普遍的イデオロギーの概念に分類できる。つまり全体的イデオロギーを一般的に把握するためには、相手の立場だけでなく原理的に自分を含んだ一切の立場がイデオロギーから免れないことを認めなければならない。そして特定の利害や階級から自由に浮動する知識人の役割を重要視し、彼らによって社会的な思考の妥当性が保障されると論じている。

## 書誌情報
- Ideologie und Utopie. Bonn, 1929 
  - 鈴木二郎訳『イデオロギーとユートピア』未來社、1968年、新装版2007年
  - 高橋徹・徳永恂訳『イデオロギーとユートピア』中公クラシックス、2006年